# Moceriș
Moceriș – wieś w Rumunii, w okręgu Caraș-Severin, w gminie Lăpușnicu Mare. W 2011 roku liczyła 554 mieszkańców. 